# Милош Милошевић (педагог)
Милош Р. Милошевић (Београд, 12. август 1870 — Београд, 13. јун 1940) био је српски педагог који је утемељио и проширио концепт културне педагогије.

## Културна педагогија и радна школа
Развојем учења о „филозофији животних контраста” покушао је да педагошки концепт утемељи филозофски, што је образложио у радовима Етика средње мере (1922) и Увод у филозофију живота кроз контрасте (1936). Појам културни рад, Милошевић објашњава са аспекта становишта о контрастима у животу. Проблемима усавршавања делатности која би утицала на квалитет живота, прадавни човек није размишљао током саме делатности (телесног рада), већ у време одмора. Доколица је, дакле време које је било посвећено духовном раду. Доколица, историјски посматрано, напомињао је Милошевић, није резултирала само идејама о усавршавању материјалног живота, већ и уметношћу – естетичким радом, затим и идеалним умним радом чији су производи бајке, митови, басне, потом и религија и филозофија. Појам културног рада, Милошевић објашњава контрастним и истовремено зависним односом између телесног рада и доколице, констатујући да рад проистиче из одмора, а одмор претпоставља рад, дакле потиче из рада.

## Проблематика радне школе
Милошевић, у проблематику радне школе, стога укључује и питања о односу принципа рад као општекултурног принципа и принципа заједнице којим објашњава социјални развој за развитак принципа колективизма, за стварање друштва које није ништа друго до уједињавање рада, удруживање моралне и материјалне, духовне и телесне снаге појединаца. Развој друштва, сматра Милошевић, условљен је развојем рада, а усавршавање рада зависи од усавршавања појединца. Међутим, идеја о духовном раду као неопходном чиниоцу културног развоја за који се појединац припрема у школи постепено се деформисала све до превладавања концепта о једностраном образовању помоћу књига и знања, под пресијом затварања у школе и седења за клупама. Зато су сасвим оправдани захтеви, напомиње Милошевић да се успостави поново здрав однос између рада и учења, који се изражава у формули учити радећи и рад учећи. 
Сагледавање, из педагошке перспективе, резултата приказане историјско појмовне анализе Милошевићу је омогућило да дефинише поменуту мрежу појмова помоћу које је конструисао своју теорију радне школе. Централно чвориште у тој мрежи представљали су појмови педагошки рад и педагошки одмор. Педагошки рад, би према Милошевићу био телесни рад који има културно-васпитне вредности за учење и образовање, а педагошки одмор – духовни рад. Поред овог контраста, Милошевић је дефинисао и супротност: дидактички рад - дидактички одмор, за коју сматра да је новијег датума у културном развоју човечанства, у односу на претходну. Милошевић, такође констатује да се између појмова педагошки рад и дидактички одмор налази знак једнакости, као и између њима опозитних појмова. Дидактички рад, односно умна запосленост представља одмор од телесног рада и зато се може означити као педагошки одмор. Представљајући контраст дидактички рад – дидактички одмор Милошевић дефинише и две димензије рада – социјалну и дидактичку. Развој социјалних односа, као и тада савремене идеје о реформи школе, сматрао је он, могли би се објаснити управо тим контрастом. Појам одмор, сагледан са аспекта културног развоја, према Милошевићу, није задржао своје првобитно, у потпуности дидактичко значење, оно које га је одређивало као време намењено образовању. Оваквом значењу појма одмор у извесном моменту културног развоја, постао је подређен појам образовање, сматрао је он. Стари Грци, наводи он, образовање су везивали за доколицу као привилегију оних социјалних слојева који нису морали да раде. Рад и одмор су, напомиње он, неопходни један другом како у физиолошком тако и у педагошкомсмислу. Физиолошки, одмор је одсуство рада једне врсте и накнада утрошене радне моћи, а педагошки посматрано значење одмора огледа се у промени врсте рада. Рад као принцип образовања, констатовао је Милошевић на основу анализе односа између појма рад и појма одмора, може се посматрати двојако: појам рада у ужем смислу и појам рада у ширем смислу. Рад у ужем смислу, односио би се на телесни рад и вештине, а педагошки посматрано реализовао би се кроз вежбања у делању. Рад у ширем смислу према Милошевићу је духовни рад, а реализује се у оквирима саморадног учења.

## Проблем наставних метода
Проблем наставних метода Милошевић је сматрао кључним питањем нове дидактике, као науке о култури. Решавањем тог проблема био би трасиран пут ка новој школи - радној школи. Милошевић тај проблем формулише на следећи начин: проблем наставних метода своје решење налази у методама наставних проблема. Основу за адекватно решење наведеног проблема Милошевић је препознао у Ракићевом учењу о васпитавању проблемом. Методе у настави, према Милошевићу, треба да буду сродне методама научног мишљења, које проучава логика. Зато он и расправља о логичким принципима као наставним методама. Педагошки рад би се реализовао кроз игру, спорт, уметност и ручни рад. Педагошки одмор би био онај духовни рад који карактерише особено схватање и слободно разумевање наставних садржаја од стране ученика. У оба случаја ученик је у прилици да решавањем проблема долази до резултата које он доживљава као новину. Другачије речено, ученик би се путем сопственог културног рада развијао као културно биће.